# سليم أوصلو
سليم أُوصْلو (بالتركية: Salim Uslu)‏, (ولد: 14 نوفمبر 1955, «آلاجا» في تشُرُم، تركيا) سياسي تركي. ونائب حالي وسابق في البرلمان التركي لأكثر من دورة ممثلا عن حزب العدالة والتنمية.